# Abraham Zacut

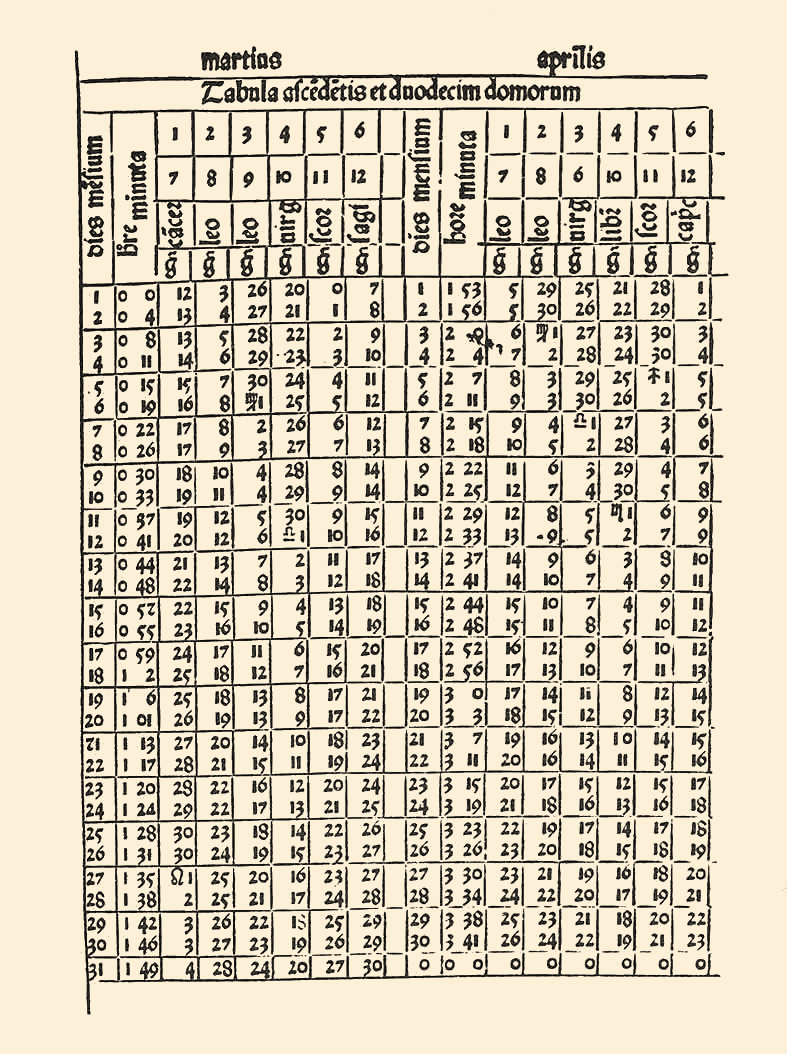
Taula astronòmica de Almanach Perpetuum, obra d'Abraham Zacut sobre astronomia

Abraham Zacut o Abraham Ben Zacuth —en hebreu: אברהם זכות, en portuguès Abraão ben Samuel Zacut — (Salamanca, 1452 - Damasc, cap a 1510) va ser un matemàtic, astrònom i historiador xueta castellà. A Salamanca, la biblioteca del Campus de Ciències du el nom de Biblioteca Abraham Zacut.
Va estudiar astronomia a la Universitat de Salamanca i en la seva joventut va ser amic i protegit del rector i bisbe de Salamanca, Gonzalo de Viver, qui el va animar a publicar la seva obra El gran Tractat o Compilació Magna el 1478, escrita en hebreu, les mesures estan calculades per al meridià de Salamanca. En 1481 va ser traduïda al castellà pel catedràtic d'Astronomia de la Universitat, Juan de Salaya, i posteriorment al llatí, per José Vicinho i publicada el 1496 amb el nom Almanach Perpetuum Celestium Motuum, nom amb el qual és més coneguda. Aquest text de Zacut va ser molt important per a la posterior navegació per l'Atlàntic.
Va ser rabí de la seva comunitat i sembla que va ser professor d'astronomia de la Universitat, i molt probablement va formar part, en 1486, del Consell de doctes Homes de la Universitat que va avaluar i va rebutjar el projecte de Cristòfor Colom per viatjar a les Índies per Occident. A més, se sap desenvolupar un astrolabi més precís.
El 1492, després de l'expulsió dels jueus d'Espanya, va buscar refugi a Portugal, on va ser nomenat Historiador i Astrònom Reial pel rei Joan II, càrrec que va mantenir durant el regnat de Manuel I.
Cap al 1497 Zacut va abandonar Portugal per escapar de les conversions forçoses i es va instal·lar a l'Imperi Otomà, on va morir al voltant de 1510.
Durant aquell forçat èxode, a Tunísia va compondre en hebreu la seva obra historiogràfica, El llibre del llinatge (Sefer Yuhassin, en hebreu: ספר יוחסין), en què narra cronològicament l'ordre de les generacions jueves, des de la Creació fins a la seva temps, que va ser reimpresa a Cracòvia el 1581, a Amsterdam el 1717 i en Königsberg en 1857, en anglès el 2005.

## Obres
- Hasafot leséfer ha-'Aruk (obra lexicogràfica),
- Séfer Yugasin (històrica)
- Haajibbur hagadol (El gran Tractat) coneguda també com: Hibbur ha-Gadol, Almanach perpetuum o Almagest,
- Tractat de les influències del cel i Judici dels eclipsis,
- Mix paté ha-cisteganin